# Josef Vacenovský
Josef Vacenovský (Ratíškovice, 9 juli 1937 – 4 december 2023) was een voetballer uit Tsjechië.

## Biografie
Vacenovský, die als middenvelder of aanvaller speelde, begon bij DSO Baník Ratíškovice en speelde van 1956 tot 1969 bij AS Dukla Praag. Daarna speelde hij van 1969 tot 1971 voor AA Gent. Aansluitend was hij in het seizoen 1971/72 speler-coach bij Sporting Lokeren waarna hij die rol tot 1978 ook vervulde bij TJ ČSAD Benešov. Bij Lokeren was hij later nog actief als assistent en interim-trainer.
Hij speelde in 1964 één vriendschappelijke interlandwedstrijd voor het Tsjecho-Slowaaks voetbalelftal tegen Polen. Verder maakte deel uit van de selectie die derde werd op het Europees kampioenschap voetbal 1960, maar kwam zelf niet in actie.
Vacenovský overleed op 86-jarige leeftijd.